# Enrique Rosado
Víctor Enrique Rosado Espinosa, más conocido como Enrique Rosado (Mérida, Yucatán, 18 de abril de 1921 – Ciudad de México, 20 de enero de 2011) fue un pionero de la radiodifusión en México.

## Biografía
Enrique Rosado nació el 18 de abril de 1921 en la ciudad de Mérida, Yucatán. Hijo del periodista Alfonso Rosado Ávila y Ana Ma. Espinosa Rosado, los cuales se separan cuando era muy pequeño, alrededor de seis años.
Crece con sus abuelos maternos y sus dos hermanos mayores, Alfonso y Humberto. Aprende a leer muy pronto.
Tuvo su primer contacto con la radiodifusión en la estación XEFC; escribía los textos y los leía durante una semana previa al evento a realizarse. Posteriormente fue llamado para trabajar en la XEZ en un programa como lector de poemas, a las diez de la noche, los jueves y viernes.
Llega a la Ciudad de México en enero de 1942. Comienza a trabajar con su padre en el programa de radio en la XEQ llamado “Diario del aire” como locutor de noticias. Más adelante, comienza a trabajar en la naciente estación Radio Mil en un programa de espectáculos que se llamó “Magacine del Aire”.
Fue miembro fundador de PECIME, donde destacó como Tesorero en la segunda mesa directiva de la agrupación presidida por Edmundo Valadez, y dos veces Presidente. También fue Secretario de la Academia de Ciencias y Artes Cinematográficas (la que entrega los Arieles), en el periodo de presidido por Fernando Soler, y en el siguiente periodo presidido por Gabriel Figueroa.
Fue miembro fundador del Instituto Andrés Soler, en el cual se desempeñó como coordinador del Consejo de Administración, así como maestro de las materias de apreciación del Cine Mexicano, entre otras.
Fue Director de Prensa y Relaciones Públicas del Banco Nacional Cinematográfico y de Estudios Churubusco en la década de los 70's.

## Muerte
Enrique Rosado falleció el 20 de enero de 2011. Las cenizas del famoso locutor descansan en las criptas de la iglesia de Nuestra Señora del Buen Consejo, en el cruce de las calles Homero y Newton, colonia Polanco, en la Ciudad de México.

## Trayectoria

### Programas de Radio
- Luces de México (1949 - 1957)

participó en el noticiero salinas y rocha, de xew conducido por Guillermo vela.

### Programas de Televisión
- Buenos Días, con Luis Carbajo, Canal Once
- Comenzamos, con Luis Carbajo, Canal 7 IMEVISION

### Películas
- Orquídeas para mi esposa (1954)
- Confidencias de un ruletero (1949)
- Cristo 70 (1970)